# Comuna de Wielka Nieszawka
Wielka Nieszawka (polaco: Gmina Wielka Nieszawka) é uma gminy (comuna) na Polónia, na voivodia de Cujávia-Pomerânia e no condado de Toruński. A sede do condado é a cidade de Wielka Nieszawka.
De acordo com os censos de 2004, a comuna tem 3797 habitantes, com uma densidade 17,6 hab/km².

## Área
Estende-se por uma área de 216,28 km², incluindo:
- área agrícola: 8%
- área florestal: 55%

## Demografia
Dados de 30 de Junho 2004:
|                      | Total   | Total | Mulheres | Mulheres | Homens  | Homens |
| -------------------- | ------- | ----- | -------- | -------- | ------- | ------ |
|                      | pessoas | %     | pessoas  | %        | pessoas | %      |
| População            | 3797    | 100   | 1937     | 51       | 1860    | 49     |
| Densidade (pop./km²) | 17,6    | 100   | 9        | 9        | 8,6     | 8,6    |

De acordo com dados de 2002, o rendimento médio per capita ascendia a 1598,24 zł.

## Subdivisões
- Brzoza
- Cierpice
- Mała Nieszawka
- Wielka Nieszawka

## Comunas vizinhas
- Aleksandrów Kujawski, Gniewkowo, Lubicz, Obrowo, Rojewo, Solec Kujawski, Toruń, Zławieś Wielka